# Archidiocèse de Suva

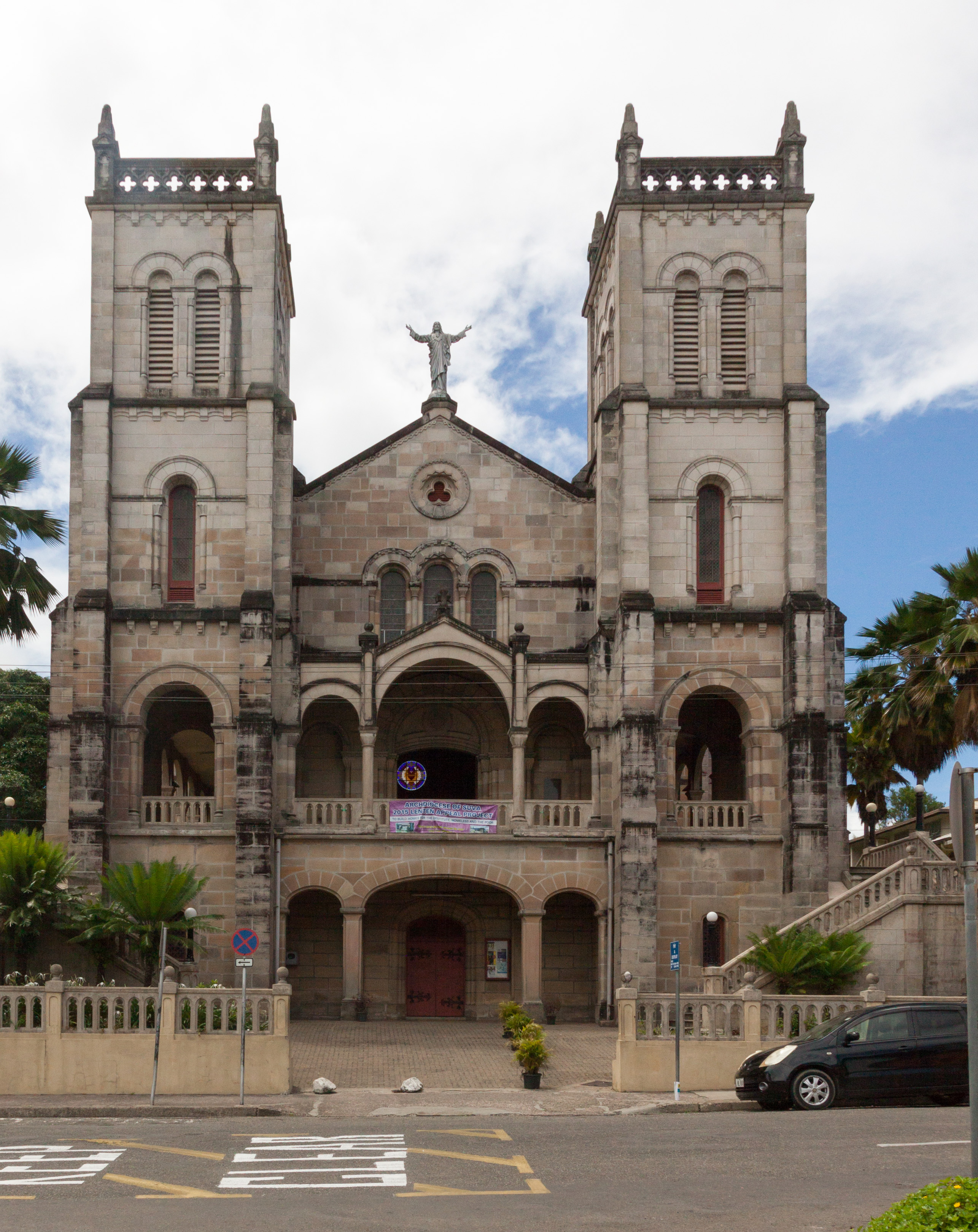
La Cathédrale du Sacré-Cœur de Suva

L'archidiocèse de Suva (en latin : archidioecesis Suvanus ; en anglais : archdiocese of Suva) est une église particulière de l'Église catholique aux Fidji. Il remplace depuis 1969 le vicariat apostolique des Fidji.

## Territoire
L'archidiocèse de Suva couvre l'archipel des Fidji.

## Suffragants et province ecclésiastique
Siège métropolitain, l'archidiocèse de Suva a pour suffragants le diocèse de Rarotonga, qui couvre l'archipel des îles Cook et l'île Niue, et le diocèse de Tarawa et Nauru, qui couvre les îles Kiribati et l'île de Nauru. L'ensemble forme la province ecclésiastique de Suva.

## Histoire
L'archipel des Fidji est évangélisé par la Société de Marie (en latin : Societas Mariae ; acronyme : SM).
La « préfecture apostolique des Fidji » (praefectura apostolica Insularum Fidgis) est érigée le 27 mars 1863, à partir du vicariat apostolique d'Océanie centrale (aujourd'hui, le diocèse des Tonga).
Le 10 mai 1887, la préfecture apostolique est élevée au rang de vicariat apostolique, sous le nom de « vicariat apostolique des Fidji » (vicariatus apostolicus Insularum Fidgis).
Par la constitution apostolique Prophetarum voces du 21 juin 1966, le pape Paul VI élève le vicariat apostolique au rang d'archidiocèse métropolitain, sous son nom actuel.

## Cathédrale
La cathédrale de Suva, dédiée au Sacré-Cœur, est la cathédrale de l'archidiocèse.

## Ordinaires

### Préfet apostolique des îles Fidji (1863-1887)
- 1863-1887 : Jean-Baptiste Bréhéret, SM[2]

### Vicaires apostoliques des îles Fidji (1887-1967)
- 1887-1922 : Julien Vidal, SM[3]
- 1922-1941 : Charles-Joseph Nicolas, SM[4]
- 1944-1967 : Victor Frederick Foley, SM[5]

### Archevêques métropolitains de Suva (depuis 1937)
- 1967-1976 : George Hamilton Pearce, SM[6]
- 1976-2012 : Petero Mataca[7]
- depuis 2012 : Peter Loy Chong[8]